# 良泰親王
良泰親王（よしやすしんのう、建徳元年（1370年） - 嘉吉3年5月7日（1443年6月4日））は、南朝最後の天皇である後亀山天皇の第三皇子。小倉宮とよばれた。後亀山天皇の皇太子であったとも伝わる。
後亀山天皇の皇子には小倉宮恒敦がおり、その諱を『南朝皇胤紹運録』では「良泰」としているが、同一人物かは不明。その息子小倉宮聖承の諱も「良泰」とされるが、彼との関係も不明である。いずれにせよ、良泰親王に関しては小倉宮恒敦や小倉宮聖承を習合している部分が否めないと考えられている。
息子に泰仁王がいたとされ、南天皇で知られる尊雅王は四男とされる。また、嘉吉3年（1443）9月に起きた禁闕の変の首謀者である通蔵主 ・金蔵主の兄弟は良泰親王の息子とされるが、資料不足で詳細は不明。

## 生涯
建徳元年（1370年）、後亀山天皇の皇子の第三皇子として生まれた。母は北畠顕信の娘・北畠信子（源信子）。
南北朝合一の際、北朝側は後亀山上皇の皇子を後小松天皇の皇太子とする約束をしたが、後小松天皇は実際には南朝側に皇位を継がせることを快く思っていなかった。そのため、応永17年（1410年）、後亀山上皇、良泰親王らは吉野に逃亡する。その理由としては経済的理由を自ら挙げているが、後小松天皇をはじめとする北朝側を牽制する目的があったのではないかという説がある。
応永19年（1412年）8月に北朝側の称光天皇が践祚している。その後、応永23年（1416年）に室町幕府の要請で、後亀山上皇や良泰親王ら諸皇子は大覚寺に戻ったものの、良泰親王は再び京を離れている。
応永21年（1414年）、伊勢国司・北畠満雅は明徳の和約が無視されていることで挙兵した際、良泰親王を奉じ、幕府に両統迭立の順守を要求したとされる。
正長元年（1428年）、満雅の2度目の挙兵の際に奉じられた小倉宮を小倉宮聖承ではなく良泰親王とする説もあるが、伊勢で擁立されたのは聖承のほうであると考えられている。満雅が幕府との戦いで戦死すると、その跡を継いだ北畠教具からは「連年の兵戦で国内が疲弊しているため、幕府と和睦して時を稼ぎたい」、と支援に難色を示されている。
嘉吉3年（1443年）5月7日、吉野近くの多武峯周辺にある小倉山（現奈良県桜井市の山とされるが、所在未詳）で死亡したとされる。死亡場所は川上村近くの東川であったともされる。享年73歳。ただし、この没年月日は小倉宮聖承と同じであり、これに関しても検証を要する。